# Adam Mierosławski
Adam Piotr Mierosławski (ur. 23 kwietnia 1815 w Strykowie, zm. 6 maja 1851) – polski marynarz, inżynier, brat Ludwika, syn płk. Adama Kaspra.
Ojcem Adama był płk Adam Kasper Mierosławski (1785-1837) – adiutant marszałka Davouta, matką – Francuzka Camilla Notte de Vaupleux (wnuczka angielskiego kapitana marynarki handlowej Stubbsa). W 1820 roku jego rodzice przenieśli się do Polski. Nauki pobierał (wraz z bratem Ludwikiem) w wojewódzkim kolegium pijarów w Łomży, a od 1827 w Korpusie Kadetów w Kaliszu. W 1830 opuścił szkołę na wieść o wybuchu powstania i zaciągnął się jako ochotnik parę tygodni przed obroną Warszawy; w czasie walk został mianowany podoficerem i odniósł rany broniąc barkanu nr 23. Wydostawszy się ze szpitala polowego, przedostał się do Modlina. Został wzięty do niewoli rosyjskiej, z której zbiegł, wpierw do Prus, a stamtąd do Strasbourga.
W Strasbourgu bawił krótko w Szkole Artyleryjskiej, by następnie zaciągnąć się jako junga (chłopiec okrętowy) na statek płynący na Wyspę Burbońską (dziś Reunion); następnie odbył kolejny rejs dalekomorski, na Sumatrę. W roku 1835 wypłynął w podróż do Ameryki Środkowej na okręcie wojennym „Algésiras”, osiągając rangę starszego marynarza. Następnie, już w randze podporucznika, na francuskim statku „Courier de Bourbon”, pływał po Oceanie Indyjskim, między Afryką a Indiami. Jako doświadczony żeglarz osiadł w St. Denis – stolicy Wyspy Burbońskiej, która niedługo wcześniej przybrała nazwę La Reunion. Tam uzyskał dyplom szypra uprawniający do rejsów do Indii i został kapitanem statku szybko zyskując sławę nieustraszonego żeglarza.

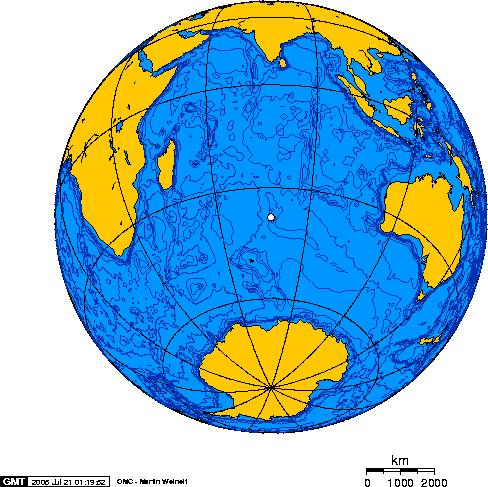
Wyspa Amsterdam

Osiągnąwszy wiek 25 lat wrócił do Francji, by móc zdać egzaminy kapitańskie. Mimo ciężkiej choroby, która przeszkodziła mu w studiach, 15 kwietnia 1840 roku zdał egzamin na kapitana żeglugi wielkiej z pierwszą lokatą w swojej grupie. Po tym osiągnięciu Mierosławski wrócił na St. Denis. W marcu 1841 roku, w czasie jednego z rejsów do Francji, kupił w Kapsztadzie i wyremontował statek „Le Cygne de Granville”. Odtąd „kapitan Adam” prowadził interesy na własną rękę. W następnych latach aktywnie handlował z tubylczymi ludami, zasłynął jako łowca fok i wielorybów. W 1843 roku Mierosławski odkrył zapomniane przed trzystoma laty Wyspy Świętego Pawła i Nowy Amsterdam (na Oceanie Indyjskim) i poddał je pod zwierzchnictwo Francji. Wobec natychmiastowej interwencji Korony Brytyjskiej oświadczył, że „raz zatkniętej chorągwi nie zwinie, a jeżeli kto bądź użyje siły przeciwko niemu, natenczas wywiesi polską flagę i pod nią się zagrzebie”. Francja, której na rękę było przejąć kontrolę nad wyspami bez angażowania własnych środków, wsparła jego dążenia, powodując wycofanie protestów brytyjskich. 
W roku 1848 dotarła do niego wieść o rewolucyjnym wrzeniu w Europie. Nie namyślając się długo sprzedał swój statek, swoją część wyspy (wraz z majątkiem nieruchomym łącznie za 20 000 franków) i prawo do jej eksploatacji i wyruszył na kontynent, by dołączyć do brata w walce „o wolność ludów”. Gdy przybył do Europy, powstanie w Wielkopolsce należało już do przeszłości. Znalazł się więc wraz z bratem na Sycylii, gdzie, jako admirał floty rewolucyjnej, otrzymał zadanie walki na morzu z Burbonami. Snuł wizje przewiezienia ochotników z Francji do Dalmacji na pomoc powstaniu węgierskiemu. Po upadku rewolucji sycylijskiej razem z bratem przedostał się do Karlsruhe, na pomoc powstaniu w Badenii. Według pierwotnego zamysłu miał tam utworzyć flotyllę broniącą Renu, ale szybka ofensywa pruska to uniemożliwiła. Mierosławski został więc głównym inżynierem wojsk powstańczych i odznaczył się w walkach m.in. brawurową, uwieńczoną sukcesem akcją wysadzenia mostu na Renie, który w tym celu przepłynął wraz z pięcioma żołnierzami. Gdy powstanie badeńskie upadło, znalazł się na chwilę na Węgrzech z nadzieją zrealizowania planu wspomożenia powstania ochotnikami z Francji. Gdy nadzieja ta ponownie okazała się płonną, a powstanie dogorywało, Mierosławski wyjechał do Paryża.
W 1850 roku zakupił statek, któremu nadał nazwę „Moja Polska” i za nową siedzibę obrał Port Louis na Mauritiusie. Odzyskał tam renomę nieustraszonego żeglarza („Kapitan Adam nie przyjmuje nikogo na swój pokład, chyba paląc cygaro przy beczce z prochem”). Wkrótce jednak spotkało go niepowodzenie. Ratując u brzegów Mauritiusa rybaków zagrożonego burzą statku, stracił własny, omal nie tracąc życia. Z braku pieniędzy zdecydował się na pływanie pod angielską banderą (jako kapitan statku „Bright Planet”). Gdy tylko dorobił się potrzebnych pieniędzy, wraz z przyjacielem zbudował jednak kolejny statek – „Le Pilote”. Na nim to wypłynął w 1851 roku w rejs do Australii, z którego już nie powrócił. Okoliczności śmierci Mierosławskiego są niejasne i budziły różne domysły. Według oficjalnej wersji winna śmierci „kapitana Adama” była angina, jednak niektórzy podejrzewali otrucie. Zmarł w drodze powrotnej, w pobliżu wysp św. Pawła i Nowy Amsterdam w wieku 36 lat.
Adam Mierosławski znany był jako odważny żeglarz (handlujący m.in. z piratami), żołnierz Wiosny Ludów, jako dowódca – o cechach despotycznych. W okresie po upadku powstania listopadowego był także ważną postacią francuskiej masonerii (w loży w Besançon).
Jest bohaterem powieści biograficznej Mariana Mickiewicza – Odmieniec oraz jednym z dwóch bohaterów książki biograficznej Jacka Perzyńskiego - Żeglarz i siłacz. Czy kapitan Nemo i Superman pochodzili ze Strykowa?